# Alessandro Lucarelli
Pour les articles homonymes, voir Lucarelli.
Alessandro Lucarelli, né le 22 juillet 1977 à Livourne, est un ancien footballeur italien. Évoluant au poste de défenseur central, il joue principalement au cours de sa carrière professionnelle en faveur de Plaisance, de la Reggina Calcio et du Parme FC, disputant plus de 300 matchs en Serie A.
Il s'illustre notamment avec le club de Parme, où, présent depuis 2008 et capitaine de l'équipe, il est le seul joueur à rester au club lors de la faillite en 2015. Trois ans plus tard, il parvient à ramener son club en Serie A, enchainant trois montées consécutives et faisant de Parme la première équipe italienne à réaliser cet exploit. Il prend alors sa retraite sportive sur cette dernière montée, à l'âge de quarante ans.

## Biographie

### Débuts à Plaisance
Il naît à Livourne en 1977. Il suit les pas de son frère ainé, Cristiano Lucarelli, également footballeur, et joue comme lui dans les équipes de jeunes de Plaisance, intégrant l'équipe première lors de la saison 1995-1996, sans jouer avec les professionnels. Lors de la saison 1997-1998, il est prêté à Leffe (it), équipe lombarde évoluant en quatrième division italienne et avec laquelle il gagne du temps de jeu, prenant part à vingt-neuf rencontres lors de cette saison.
Durant l'été 1998, il revient à Plaisance et débute en Serie A le 13 septembre 1998 lors d'un match nul contre la Lazio Rome. Il reste dans la région de l'Émilie-Romagne pendant quatre saisons, connaissant notamment une relégation en Serie B lors la saison 1999-2000 et terminant vice-champion lors de la saison suivante, derrière le Torino, parvenant ainsi à retrouver la Serie A pour sa dernière saison à Plaisance. Toutes compétitions confondues, il dispute sous le maillot de son club formateur cent matchs lors de ces quatre saisons, pour un but.

### Envol à Palerme, parenthèse éphémère à Brescia et confirmation à la Fiorentina
Lors de la saison 2002-2003, il signe avec l'Unione Sportiva Città di Palermo, club évoluant en Serie B. Le 5 novembre 2002, il débute avec son nouveau club par une victoire à l'extérieur 2 buts à 1 face à Cosenza Calcio au stade San Vito. Il participe à vingt-huit matchs lors de cette saison, mais voit son club échouer à la cinquième place du classement, à trois points d'Ancône et de la promotion en Serie A.
Durant l'été 2003, il quitte la Sicile pour la Lombardie, signant au Brescia Calcio. Il participe avec son nouveau club à deux rencontres de coupe Intertoto, face au club roumain du Gloria Bistrița (en) et au club espagnol de Villarreal. Il est ensuite vendu à la Fiorentina et retrouve une nouvelle fois la Serie B. Titulaire dans son nouveau club lors de cette saison 2003-2004, il prend part à trente-et-une rencontres, permettant à son club de se classer sixième à l'issue de la saison. Bénéficiant du passage de la Serie A de dix-huit à vingt clubs, la Fiorentina obtient alors un billet pour disputer un barrage de promotion face au quinzième de Serie A, Pérouse. Après une victoire sur le terrain de Pérouse grâce un but d'Enrico Fantini (it), la Fiorentina résiste sur son terrain, obtenant un match nul significatif de promotion.

### Titulaire en Serie A avec Livourne, la Reggina et le Genoa
Lors de la saison 2004-2005, il s'engagne avec Livourne ou évolue son frère, Cristiano Lucarelli. Le 11 septembre 2004, il dispute face à l'AC Milan son premier match pour son nouveau club. Le 31 octobre 2004, il inscrit au stade Armando-Picchi son premier but en Serie A lors de la victoire de son club sur le score de deux buts à un face à l'un de ses anciens club, Brescia. Il dispute au cours de cette saison vingt-huit matchs pour quatre buts et est aux premières loges pour assister au sacre de son frère, qui devient meilleur buteur du championnat.
Il commence la saison 2005-2006 avec Livourne, mais est finalement transféré à la Reggina avant le début du championnat. Il poursuit ainsi sa carrière en Serie A. Il débute pour son nouveau club le 11 septembre 2005 face à la Sampdoria. Le 7 janvier 2006, au stade Oreste-Granillo, il marque son premier but pour la Reggina face à l'un de ses anciens clubs, la Fiorentina, offrant à son club le point du match nul. A la fin de la saison, la Reggina se maintient en Serie A, terminant à la quinzième place.
Après l'affaire des matchs truqués du Calcio, la Reggina écope d'une pénalité de onze points pour la saison 2006-2007. Malgré ce retard important, le club réalise une saison honorable, parvenant à terminer à la quatorzième place du classement et à assurer un nouveau maintien dans l'élite italienne. Lors de ces deux saisons, Lucarelli dispute pour le club calabrais soixante-et-onze matchs, pour cinq buts inscrits.
En juillet 2007, il fait l'objet d'un échange avec Francesco Cozza (it) et s'engage alors avec l'AC Siena. Mais il quitte ce club en août 2007 pour rejoindre le promu Genoa. Lors de la saison 2007-2008, il dispute vingt-neuf rencontres pour un but avec le glub généois, assurant un maintien tranquille à son nouveau club qui termine la saison à la dixième place.

### Titulaire à Parme, faillite du club, fidélité au maillot parmesan et retour rapide en Serie A
Lors de la saison 2008-2009, il rejoint Parme, qui vient d'être relégué en Serie B après une saison 2007-2008 décevante en Serie A. Il se retrouve pour la deuxième fois de sa carrière dans le même effectif que son frère, qui vient lui aussi de rejoindre ce club. Parme termine la saison à la deuxième place du classement derrière l'AS Bari et obtient son retour en Serie A.
Il retrouve ainsi la Serie A lors de la saison 2009-2010. Pour marquer ce retour, il inscrit un but lors de la première journée face à l'Udinese Calcio, offrant le point du nul à son équipe.
Lors des saisons suivantes, il s'installe durablement comme titulaire dans l'équipe parmesane, devenant le capitaine d'une formation qui évolue durant six saisons en Serie A à proximité des places européennes. Lors de la saison 2014-2015, le club connaît pourtant d’importants problèmes financiers, qui le conduisent à la faillite et à la dernière place du classement, après plusieurs retraits de points au cours de la saison, résultat d'une dette colossale et de nombreux impayés dans le versement du salaire des joueurs. Le club perd finalement son statut professionnel et est sanctionné d'une relégation administrative en quatrième division.
Malgré les déboires de Parme, Lucarelli décide de continuer l'aventure avec le club giallorossi, étant le seul joueur professionnel à faire ce choix. Lors de la saison 2015-2016, brassard de capitaine autour du bras, il dispute ainsi le premier match de son club en quatrième division, contre Arzignano (it), pour une victoire d'un but à zéro. Pour son retour à ce niveau, Parme obtient le titre de champion d'Italie de Série D (groupe D) à la fin de la saison et valide sa remontée en Serie C.
Lors de la saison 2016-2017, il découvre la Serie C. À l'issue d'une saison marathon, Parme termine deuxième de son groupe derrière Venise et obtient sa promotion à l'étage supérieur.
Lors de la saison 2017-2018, le club obtient sa promotion en Serie A lors de la dernière journée, dépassant d'un point Frosinone Calcio, trois années après avoir quitté l'élite italienne,. Avec le jeune défenseur Pasquale Mazzocchi et l'attaquant sénégalais Yves Baraye (it), ils ne sont que trois joueurs à avoir connu ces trois ascensions avec le club parmesan.
Il annonce sa retraite sportive le dimanche 27 mai. En hommage, le club décide de retirer le numéro six.

## Palmarès
- Champion d'Italie de Serie D en 2016 avec Parme Calcio.